# Volksabstimmung in Dänemark 1993 zum Vertrag von Maastricht
Am 18. Mai 1993 wurde in Dänemark eine Volksabstimmung zum Vertrag von Maastricht abgehalten. Es war die zweite Volksabstimmung zu diesem Thema innerhalb verhältnismäßig kurzer Zeit. Bereits am 2. Juni 1992 hatte es eine Volksabstimmung gegeben, bei der die dänischen Stimmbürger den Vertragsentwurf mit knapper Mehrheit abgelehnt hatten. Danach gab es neue Verhandlungen und Dänemark wurden im Abkommen von Edinburgh vom Dezember 1992 Ausnahmeregelungen eingeräumt. Der derart veränderte Vertrag wurde den dänischen Wählern erneut zur Abstimmung vorgelegt, die ihn mit 56,7 % Stimmenmehrheit guthießen.

## Vorgeschichte

### Der Vertrag von Maastricht und die dänische Volksabstimmung 1992
Nachdem die dänischen Wähler den Vertragsentwurf von Maastricht unerwarteterweise in einer Volksabstimmung am 2. Juni 1992 mit knapper Mehrheit von 50,7 % abgelehnt hatten, herrschte zunächst Ratlosigkeit, wie es weitergehen könnte. Die europäischen Vertragspartner Dänemarks drängten auf eine Entscheidung und zeigten sich nicht bereit, den Vertrag neu zu verhandeln. Die Gegner des Vertrages in Dänemark verlangten von der Regierung, dass das Abstimmungsergebnis respektiert und der Vertrag ganz ad acta gelegt werden solle. Dies war jedoch für die Parteien, die den Vertrag befürworteten, inakzeptabel, da sie die Isolierung Dänemarks in Europa befürchteten und den europäischen Einigungsprozess gefährdet sahen. Die Regierung, vor allem Außenminister Uffe Ellemann-Jensen, setzte auf Verhandlungen mit den europäischen Partnern zur Modifikation des Vertrages, so dass dieser als neuer Vertragsentwurf erneut den Wählern zur Abstimmung vorgelegt werden konnte.

### Der „nationale Kompromiss“ und das Abkommen von Edinburgh
Analysen nach der Volksabstimmung 1992 zeigten, dass die Mehrheit der Wähler eine gemeinsame Außen- und Verteidigungspolitik, die Sozialcharta, einen eventuellen Europäischen Bundesstaat und eine europäische Staatsbürgerschaft ablehnten. Die Sozialistische Volkspartei (SF), die bei der Abstimmung 1992 ein „Nein“-Votum empfohlen hatte, hatte noch vor der Abstimmung deutlich gemacht, dass im Falle einer Neuverhandlung des Vertrages dieser die genannte Bestimmungen nicht mehr enthalten dürfe. Der damalige SF-Parteivorsitzende Holger K. Nielsen rief danach zu einem „nationalen Kompromiss“ (nationale kompromis) auf. Im Oktober 1992 wurde bei einem Treffen von Politikern der SF, der Sozialdemokraten und der Sozialliberalen (Radikale Venstre) ein Konsenspapier formuliert, das anschließend der Koalitionsregierung aus Konservativen und Liberalen (Venstre) unter Ministerpräsident Poul Schlüter präsentiert wurde. Die Regierung konnte nur noch wenige Änderungen anbringen und das Konsenspapier wurde danach auch von der Christlichen Volkspartei und Zentrumsdemokraten akzeptiert. Im Kern beinhaltete der „nationale Kompromiss“ vier Forderungen: Dänemark sollte sich aus der Verteidigungsdimension und der gemeinsamen Währung heraushalten können und die Bestimmungen des Vertrages in Bezug auf die Unionsbürgerschaft und die supranationale Zusammenarbeit in den Bereichen Justiz und Inneres sollten für Dänemark unverbindlich sein. Diese Ausnahmeregelungen sollten außerdem zeitlich unbegrenzt gelten. Weitere Forderungen im Kompromisspapier waren die nach größerer Offenheit der europäischen Institutionen, einer klareren Definition der Subsidiarität, weniger Bürokratie in der EU und einer Verstärkung der Bemühungen in den Bereichen Umwelt, soziale Dimension, Binnenmarkt und Arbeitslosigkeit.
Auf einem Treffen des Europäischen Rats vom 11. bis 12. Dezember 1992 in Edinburgh akzeptierten die europäischen Vertragspartner Dänemarks weitgehend die im „nationalen Kompromiss“ formulierten Wünsche Dänemarks. Die dänische Verhandlungsposition wurde auch durch die Haltung des Vereinigten Königreichs unter Premierminister John Major gestärkt, dessen Vertreter erklärten, ebenfalls nicht den Maastricht-Vertrag zu ratifizieren, wenn nicht eine Lösung im Falle Dänemarks gefunden werde. Außerdem gab es eine unterschwellige Sympathie für die dänische Position von Seiten der Maastricht-Kritiker in anderen europäischen Ländern.

### Vor der erneuten Volksabstimmung
Das Abkommen von Edinburgh wurde von den meisten politischen Parteien Dänemarks begrüßt. Die Parteien des „Kompromisses“, einschließlich der Sozialistischen Volkspartei unterstützten die Vereinbarungen. Von den größeren Parteien blieb lediglich die Fremskridtspartiet (Fortschrittspartei) ablehnend. Die Junibewegung und die Volksbewegung gegen die EG opponierten ebenfalls – aus grundsätzlicher Opposition zur dänischen EG-Mitgliedschaft und weil sie die getroffenen Ausnahmeregelungen nicht für weitgehend genug erachteten. Die Befürworter des Abkommens von Edinburgh argumentierten, dass dieses die dänischen Sonderwünsche sehr weitgehend berücksichtigt hätte, dass Dänemark im Falle einer erneuten Ablehnung von Seiten seiner europäischen Vertragspartner kein Verständnis mehr erwarten könne und dann in Europa weitgehend isoliert wäre.

## Frage bei der Volksabstimmung
Die den Abstimmenden am 18. Mai 1993 vorgelegte Frage lautete:

„Der stemmes om det af Folketinget vedtagne forslag til lov om Danmarks tiltrædelse af Edinburgh-Afgørelsen og Maastricht-Traktaten.“

„Abstimmung über den vom Folketing angenommenen Gesetzentwurf zum Beitritt Dänemarks zum Edinburgh-Abkommen und zum Vertrag von Maastricht.“

## Ergebnisse
Das Ergebnis der Volksabstimmung entsprach grundsätzlich den Erwartungen. 56,8 % der Wähler stimmten für das Abkommen und 43,2 % dagegen. Allerdings zeigten Wahlanalysen, dass etwa die Hälfte der Anhänger der Sozialdemokraten und sogar mehr als vier Fünftel der SF-Anhänger entgegen der offiziellen Parteilinie mit „Nein“ gestimmt hatten.

Ergebnisse der Volksabstimmung nach Aufstellungs- und Amtskreisen

| Kreis                                  | Stimm- berechtigte | Wahl- beteiligung | Gültige Stimmen | Gültige Stimmen | Gültige Stimmen | Ja     | Nein   |
| Kreis                                  | Stimm- berechtigte | Wahl- beteiligung | Alle            | Ja              | Nein            | Ja     | Nein   |
| -------------------------------------- | ------------------ | ----------------- | --------------- | --------------- | --------------- | ------ | ------ |
| Søndre Storkreds                       | 114.962            | 83,3 %            | 94.688          | 39.990          | 54.698          | 42,2 % | 57,8 % |
| Østre Storkreds                        | 186.140            | 84,6 %            | 155.775         | 69.193          | 86.582          | 44,4 % | 55,6 % |
| Vestre Storkreds                       | 142.342            | 85,1 %            | 119.795         | 56.286          | 63.509          | 47,0 % | 53,0 % |
| Københavns Amtskreds                   | 457.930            | 88,8 %            | 402.917         | 223.328         | 179.589         | 55,4 % | 44,6 % |
| Frederiksborg Amtskreds                | 260.378            | 88,4 %            | 228.305         | 135.740         | 92.565          | 59,5 % | 40,5 % |
| Roskilde Amtskreds                     | 168.528            | 89,1 %            | 148.885         | 87.768          | 61.117          | 59,0 % | 41,0 % |
| Vestsjællands Amtskreds                | 220.084            | 86,0 %            | 187.539         | 103.915         | 83.624          | 55,4 % | 44,6 % |
| Storstrøms Amtskreds                   | 201.278            | 86,5 %            | 172.316         | 94.826          | 77.490          | 55,0 % | 45,0 % |
| Bomholms Amtskreds                     | 34.814             | 82,9 %            | 28.452          | 15.086          | 13.366          | 53,0 % | 47,0 % |
| Fyns Amtskreds                         | 359.711            | 86,1 %            | 306.771         | 172.454         | 134.317         | 56,2 % | 43,8 % |
| Sønderjyllands Amtskreds               | 189.625            | 86,6 %            | 162.441         | 99.832          | 62.609          | 61,5 % | 38,5 % |
| Ribe Amtskreds                         | 165.827            | 85,9 %            | 140.861         | 86.284          | 54.577          | 61,3 % | 38,7 % |
| Vejle Amtskreds                        | 256.213            | 86,5 %            | 219.269         | 133.247         | 86.022          | 60,8 % | 39,2 % |
| Ringkøbing Amtskreds                   | 201.622            | 86,3 %            | 171.943         | 114.210         | 57.733          | 66,4 % | 33,6 % |
| Århus Amtskreds                        | 466.296            | 87,2 %            | 402.138         | 230.835         | 171.303         | 57,4 % | 42,6 % |
| Viborg Amtskreds                       | 174.791            | 85,3 %            | 147.303         | 92.493          | 54.810          | 62,8 % | 37,2 % |
| Nordjyllands Amtskreds                 | 374.131            | 84,4 %            | 312.907         | 174.904         | 138.003         | 55,9 % | 44,1 % |
| Dänemark gesamt                        | 3.974.672          | 86,5 %            | 3.402.305       | 1.930.391       | 1.471.914       | 56,7 % | 43,3 % |
| Quelle: Statistisches Heft Nr. 9, 1993 |                    |                   |                 |                 |                 |        |        |

## Weitere Entwicklung
Nach Bekanntwerden des Abstimmungsergebnisses kam es am 18. Mai 1993 im Kopenhagener Stadtviertel Nørrebro zu schweren Auseinandersetzungen zwischen Demonstranten und der Polizei. Polizisten wurden mit Pflastersteinen beworfen, wobei 80 Beamte verletzt wurden. Die Polizei setzte Schusswaffen ein, wodurch 11 Demonstranten getroffen wurden. Es waren die gewalttätigsten Unruhen, die Dänemark seit Ende des Zweiten Weltkrieges erlebt hatte.
Infolge des Wählervotums trat Dänemark dem Vertrag von Maastricht bei und wurde am 1. November 1993 Mitgliedsstaat der Europäischen Union.